# فليكو كاديفيتش
فليكو كاديفيتش (الصربية السيريلية: Вељко Кадијевић؛ ولد 21 نوفمبر 1925-توفي 2 نوفمبر 2014) هو القائد العام السابق للجيش الشعبي اليوغوسلافي. وكان وزير الدفاع في الحكومة اليوغوسلافية في الفترة من 1988 حتى استقالته في عام 1992، والتي جعلت منه القائد الفعلي للجيش الشعبي اليوغوسلافي خلال حرب العشرة أيام في سلوفينيا والمراحل الأولى من الحرب في كرواتيا.
ولد كاديفيتش في قرية دونيا، التي كانت جزءا من مملكة يوغوسلافيا، من أب صربي وأم كرواتية. في عام 1942 انضم إلى الحزب الشيوعي في يوغوسلافيا وجناحهم المسلح، في خضم الحرب العالمية الثانية في يوغوسلافيا بقي في الخدمة الفعلية بعد انتهاء الحرب.
أصبح كاديفيتش وزير الدفاع في جمهورية يوغوسلافيا الاتحادية. بعد انهيار عصبة الشيوعيين في يوغوسلافيا، كان واحدا من مؤسسي الحزب في أيار 1991 وبعد استقالته من منصبه في الأمين الاتحادي للدفاع الشعب، تقاعد وعاش في صربيا.
حاولت المحكمة الجنائية الدولية ليوغوسلافيا السابقة الاتصال به في ربيع عام 2001. ليتم استدعاؤه كشاهد، إلا انه فر إلى موسكو في اليوم التالي وطلب الحصول على وضع لاجئ سياسي في عام 2005 وحصل على الجنسية الروسية في 13 أغسطس 2008 بواسطة مرسوم الرئيس الروسي ديمتري ميدفيديف. ولا زال يعيش في موسكو.

## روابط خارجية
- فليكو كاديفيتش على موقع مونزينجر (الألمانية)